# Acanthopsylla jordani
Acanthopsylla jordani är en loppart som beskrevs av Mardon 1973. Acanthopsylla jordani ingår i släktet Acanthopsylla och familjen Pygiopsyllidae. Inga underarter finns listade i Catalogue of Life.